# Roberto Sorlini
Roberto Sorlini, né le 31 août 1947 à Darfo Boario Terme (Lombardie), est un coureur cycliste italien. Professionnel de 1970 à 1980, il a remporté une étape du Tour de Suisse.

## Palmarès

### Palmarès amateur
- 1967
  - Piccola Tre Valli Varesine
- 1968
  - 7e et 11ea étapes du Tour de São Paulo
  - 2e du Tour de la Vallée d'Aoste
  - 2e du Tour de São Paulo
- 1969
  - 4e étape du Tour de la Vallée d'Aoste
  - 3e et 5e étapes de la Vuelta de la Juventud Mexicana

### Palmarès professionnel
- 1973
  - 8ea étape du Tour de Suisse

## Résultats sur les grands tours

### Tour de France
1 participation
- 1975 : abandon (11e étape)

### Tour d'Italie
7 participations
- 1970 : 68e
- 1971 : 38e
- 1972 : abandon
- 1973 : 95e
- 1974 : 65e
- 1976 : 62e
- 1979 : 94e

### Tour d'Espagne
1 participation
- 1978 : 60e